# 프란체스코 1세 스포르차

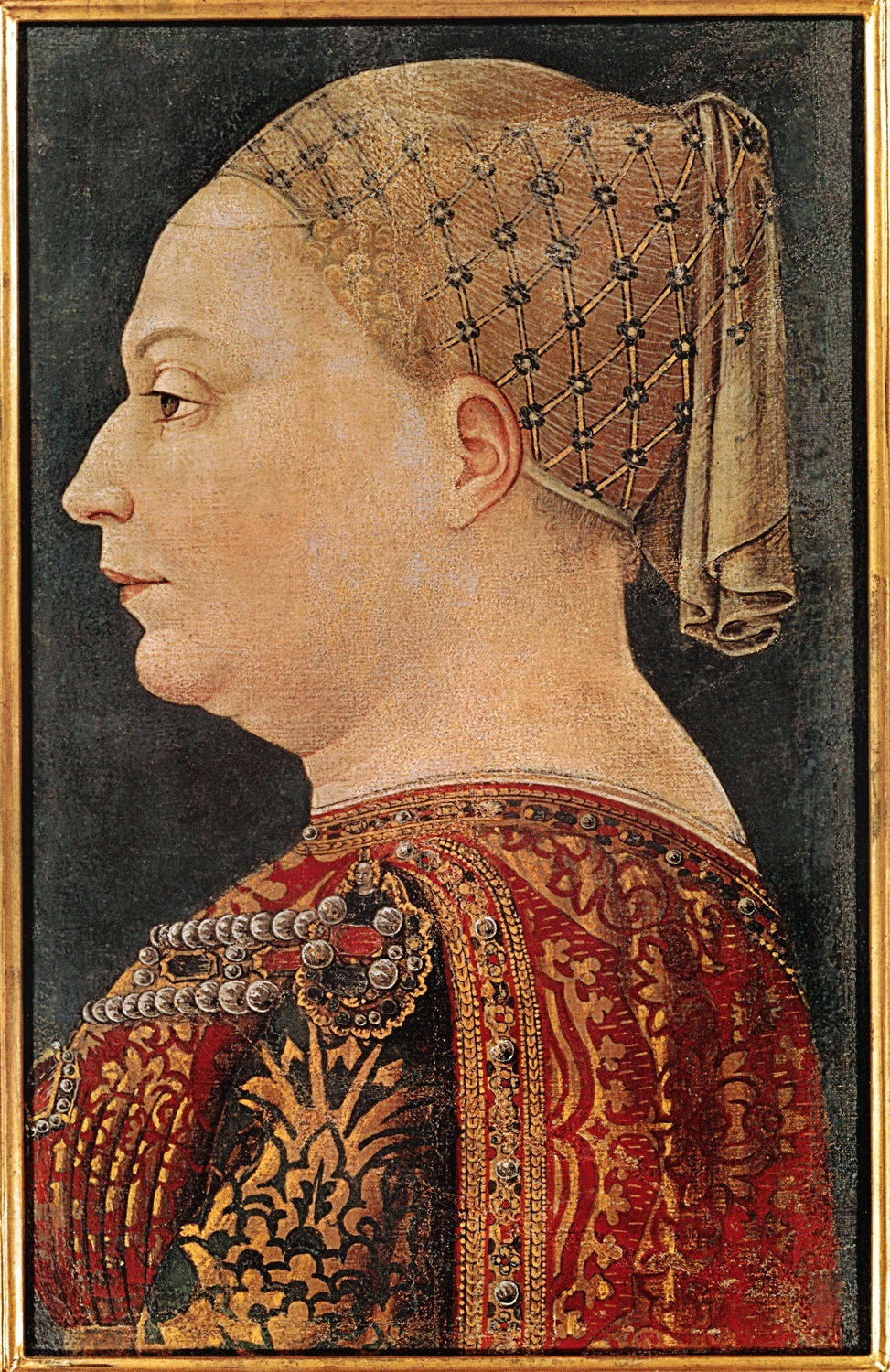
보니파초 벰보가 그린 비안카 마리아 비스콘티의 초상화, 밀라노 브레라 미술관 소장

프란체스코 1세 스포르차(이탈리아어: Francesco I Sforza, 1401년 7월 23일 - 1466년 3월 8일)는 밀라노의 공작이며 이탈리아의 콘도티에로이자, 스포르차 가문의 창시자이다. 그의 형제 알레산드로와는 종종 함께 싸웠다. 비스콘티 가문의 마지막 군주 필리포 마리아(재위 1412~1447)의 사생아인 비앙카와 결혼하였는데 비스콘티 가문이 절손되자 사위의 자격으로 1450년 밀라노 공작에 올랐다.

## 생애

### 어린 시절
프란체스코 스포르차는 콘도티에로인 무치오 스포르차와 루차 다 토르사노 사이에 태어난 일곱 사생아 중 한 명으로 토스카나주 산미니아토에서 태어났다. 그는 어린 시절을 트리카리코(오늘날 바실리카타 주)에서 보냈으며, 1412년에는 나폴리의 라디슬라오 왕에게 후작으로 인정받기도 하였다. 1418년 그는 칼라브리아의 귀족여성인 폴리세나 루포와 혼인하였다.
1419년부터 그는 아버지를 따라 함께 싸웠고, 곧 맨손으로 강철 주괴를 구부릴 수 있다는 명성을 얻었다. 그는 이후에 뛰어난 전략가이자 실력있는 야전 사령관으로서의 능력을 증명하였다. 그의 아버지가 사망하자, 그는 처음에는 나폴리군과 싸웠고 그후에는 교황 마르티노 5세 그리고 밀라노 공작 필리포 마리아 비스콘티와 싸웠다. 몇몇 성공을 거둔 후, 모르타라 성에서 사실상 죄수처럼 보내지는 불명예를 겪었다. 그는 루카 원정을 이끈 후, 그의 지위를 회복하였다.
교황령을 위해 다시 싸운 시기가 지난 1431년에 그는 베네치아군을 상대로 밀라노 군을 이끌었고, 다음 해에 공작의 딸인 비안카 마리아와 약혼하였다. 이러한 행보에도 불구하고, 경계심 많은 필리포 마리아는 스포르차에 대한 의심을 절대 줄이지 않았다. 용병 지도자들의 충성심은 역시나 봉급에 의존하였기에, 1433년-1435년에 그는 밀라노군을 이끌고 교황령을 공격하여 마르케에서 그가 안코나를 함락시켰을 때, 교황 에우제니오 4세가 직접 도시의 대리인 칭호를 내려주자, 스포르차는 바로 편을 바꾸었다. 1436년-39년에 그는 피렌체와 베네치아 양측에서 여러번 근무했다.
1440년, 나폴리 왕국에 있던 그의 영지는 아라곤 국왕 알폰소 5세(1396~1458)가 차지하였고, 그 상황을 만회시키기 위해서, 스포르차는 필리포 마리아와 화해하였다. 1441년 10월 25일 크레모나에서 마침내 비안카 마리아와 혼인하였다. 다음 해에 그는 나폴리의 왕위를 주장한 앙주의 르네와 동맹을 하였고, 이탈리아 남부를 향해 진군하였다. 일부 처음의 문제점이 지난 후, 스포르차는 로마냐와 마르케에 있던 그의 영지를 침략한 니콜로 피치치노가 이끈 나폴리군을 격퇴시켰고, 시지스몬도 판돌포 말라테스타(그의 딸 폴리세나[Polissena]와 결혼함) 와 베네치아인들의 도움을 통해서, 밀라노로 돌아갈 수 있었다.
스포르차는 나중에 그의 아들 프란체스코(1444년 몬톨모 전투에서 격퇴시킴)와 이후에 비스콘티 가문과 동맹을 맺은 에우제니오 4세와 전해진 바에 의하면 폴리세나를 살해했다고 하는 시지스몬도 말레스타를 상대로 전쟁을 하기도 하였다. 베네치아의 도움으로, 스포르차는 다시 승리를 거뒀고, 베네치아를 버리는 대가로, 밀라노 공국의 카피타노 제네랄레(capitano generale, 총사령관) 칭호를 받았다.

### 밀라노 공작
1447년에 밀라노 공작 필리포 비스콘티(1392~1447)가 남자 후계자를 남기지 못하고 사망한 후, 이른바 암브로시아 공화국을 무너트리기 위한 전쟁이 발발했다. 암브로시아 공화국은 밀라노의 수호 성인인 암브로시우스의 이름에서 이름 지어졌다. 밀라노 공작 아내의 어머니인 아녜세 델 마이노는 파비아를 소유하던 콘도티에로에게 밀라노를 수복시켜달라고 설득하였다.
그는 또한 로디를 포함한 공국의 다른 영지 도시들을 받았고, 굴리엘모 8세 델 몬페라토와 베네치아와 동맹을 맺어, 조심스럽게 단명 공화국의 정복을 시작했다. 기근의 시기가 지난 1450년에 밀라노 거리에 폭동이 벌어졌고 도시의 의회는 공국을 그에게 맡기기로 결정하였다. 스포르차는 2월 26일 밀라노 공작으로서 밀라노에 입성하였다. 이는 의회에 의해 칭호를 넘겨준 첫 번째 사례였다. 다른 이탈리아 국가들도 점차 스포르차를 합법적인 밀라노 공작으로 인정하였고, 그럼에도 신성 로마 제국의 황제에 의한 공식적인 수여식을 하지 못하였다. 1494년까지 수여식이 이뤄지지 못하다가, 막시밀리안 1세 황제가 프란체스코의 아들 루도비코를 밀라노 공작으로서 공식적으로 인정하였다.
그의 통치하에서, 스포르차는 밀라노와 공국을 발전시켰다. 그는 효율적인 세금 제도를 만들어 막대한 이익을 발생시켰고, 그의 궁전은 르네상스 교육과 문화의 중심지가 되었으며, 밀라노인들은 그에 대한 사랑을 키워갔다. 밀라노에는 오스페달레 마조레를 세웠고, 팔라초 델라렌고를 보수했으며, 아다강을 연결하는 수로인 나빌리오 다다를 지었다.
스포르차의 통치 동안, 피렌체는 코시모 데 메디치의 지배하에 있었고 두 통치자는 친한 친구가 되었다. 그 우정은 마침내 처음에는 로디 조약과 채결될 조약 기간에 거의 완전한 이탈리아의 안정화를 이루기 위해 만들어진 이탈리아 국가들의 다극적 방어 동맹인 이탈리아 동맹에서 나타났다. 평화가 끝나고, 스포르차는 그의 콘도티에로들인 바르톨로메오 콜레오니, 루도비코 곤차가, 로베르토 산세베리노가 1451년 이후에 획득한 롬바르디아 동부의 정복지의 일부를 포기하였다. 나폴리의 알폰소 왕은 그 조약의 서명인 중 한명이였기에, 스포르차는 또한 오랜 기간 지원을 했던 나폴리의 왕위를 주장한 앙주인을 배신하였다. 그리고 앙주인들의 소유였던 제노바 정복을 목표로 하였고, 1461년 그곳에서 반란이 발생하자, 그의 꼭두가시로서 스피네타 캄포프레고소를 도제로 선출시켰다. 스포르차는 1464년에 제노바와 사보나를 차지했다.
스포르차는 힘의 균형의 개념을 바탕으로 하여 외세 정책을 따르는 최초의 유럽 통치자였으며, 프랑스 같은 위협적인 국가들의 힘에 대응하기 위해 이탈리아 반도 밖으로 광범위한 외교 활동을 한 최초의 토착 이탈리아 지배자였다. 스포르차의 정책은 남은 세기 동안 이탈리아 통치 정책으로서 유지되었다.
스포르차는 부종과 통풍으로 고통받았다. 1462년 그가 죽었다는 소문이 퍼졌고 한 차례의 폭동이 밀라노에서 발생했다. 하지만 그는 그로부터 4년 간을 더 살았고, 마침내 1466년 3월에 사망했다. 그의 자리는 갈레아초 마리아 스포르차가 계승하였다.
프란체스코의 후임자인 루도비코는 레오나르도 다 빈치에게 프란체스코 1세 스포르차의 모습을 담은 기마상 제작을 의뢰했다. 완성품의 일부에 사용되어야 할 말의 점토 모형은 1492년에 레오나르도가 완성했지만, 기마상 자체는 완성되지 못하였다. 1999년에 다 빈치의 원본을 청동상으로 만든 말 상을 주조하여 밀라노의 이포드로모 델 갈로포(Ippodromo del Galoppo) 경마장에 세워져있다.

## 문화
프란체스코 스포르차는 니콜로 마키아벨리의 《군주론》에 여러 차례 언급되며, 그는 책에서 그의 나라를 통치하는 능력에 대해 찬사를 받으며 군주에게 용병 군대를 사용하면 안된다는 경고로서도 언급된다.
그는 적절한 예술 후원자였다. 그의 궁전의 핵심 인문주의자는 작가 프란체스토 필렐포였다.

## 자녀
프란체스코 스포르차는 둘째 부인 비안카 마리아 비스콘티 사이에서 아들 일곱과 딸 둘, 모두 9명의 자식을 가졌다:
- 갈레아초 마리아 (1444년 1월 24일 — 1476년 12월 26일) - 1466년부터 1476년까지의 밀라노 공작.
- 이폴리타 마리아 (1446년 4월 18일 — 1484년 8월 20일) - 나폴리의 알폰소 2세의 아내이자 갈레아초의 후계자와 결혼하는 아라곤의 이사벨라의 어머니.
- 필리포 마리아(Filippo Maria, 1449년 12월 12일 — 1492년) - 코르시카(Corsica) 백작.
- 스포르차 마리아(Sforza Maria, 1451년 8월 18일 — 1479년 7월 29일) - 1464년부터 1479년까지의 바리(Bari) 공작.
- 프란체스코 갈레아초 마리아(Francesco Galeazzo Maria, 1453/54년 8월 5일 — 단명.
- 루도비코 마리아 (1452년 8월 3일 — 1508년 5월 27일) - 1479년부터 1494년까지의 바리 공작이자 1494년부터 1499년까지의 밀라노 공작.
- 아스카니오 마리아 (1455년 3월 3일 — 1505년 5월 28일) - 키아라발레 수도원장이자, 파비아, 크레모나, 페사로, 노바라의 주교이자 추기경.
- 엘리사베타 마리아(Elisabetta Maria, 1456년 6월 10일 — 1473년) - 몬페라토 변경백 굴리엘모 8세 팔레올로고의 아내.
- 오타비아노 마리아(Ottaviano Maria, 1458년 4월 30일 — 1477년) - 탈출하다 붙잡혀 익사한 루가노 백작.

## 같이 보기
- 비안카 마리아 비스콘티
- 콘도티에로
- 밀라노 공작
- 알레산드로 스포르차
- 시지스몬도 판돌포 말라테스타

## 자료
- Anne Echols and Marty Williams (1992). 《An annotated index of medieval women》. Markus Wiener Publishing, Inc.
- Rendina, Claudio (1994). 《I capitani di ventura》. Rome: Netwon Compton.
- Antonio Menniti Ippolito, Francesco I Sforza, duca di Milano, in Dizionario Biografico degli Italiani, L, Roma 1998, pp. 1–15.

| 전임 '공화국' | 안코나의 군주 1434년 - 1443년 | 후임 '공화국' |

| 전임 암브로시아 공화국 | 밀라노 공작 1450년 - 1466년 | 후임 갈레아초 마리아 스포르차 |